# 金砖国家大学联盟
金砖国家大学联盟是一个正在筹建中的国际大学组织，目的是联合金砖国家的主要知名大学开展共同研究及联合培养高端人才。

## 历史
在2013年7月5日举行的金砖国家研究国际学术研讨会上，中国、俄罗斯、巴西、南非和印度等“金砖五国”参会的著名高校共同倡议：发起组建金砖国家大学联盟，联合金砖国家的主要知名大学开展共同研究及联合培养高端人才。拟议中的金砖国家大学联盟首先是金砖国家大学进行双边和多边对话、合作和交流的平台；同时也是一个国际性的智库。

## 拟定成员
中国
- 清华大学
- 华东师范大学
- 复旦大学
- 四川大学
- 浙江师范大学

 俄羅斯
- 圣彼得堡国立大学
- 国立高等经济学院
- 远东联邦大学
- 莫斯科国立国际关系学院[2]